# Mälarhöjden (metrostation)
Mälarhöjden is een metrostation aan de rode route van de metro van Stockholm en wordt bediend door lijn T13. Het station ligt op 7,5 spoorkilometer van het centraal gelegen metrostation Slussen en werd op 16 mei 1965 als onderdeel van de eerste verlenging richting Norsborg geopend. De perrons zelf liggen op 24,8 meter boven zeeniveau op 10 tot 34 meter onder de Mälarhöjden. Reizigers uit het centrum vinden de uitgang aan de achterzijde van hun treinstel. 
De enige ingang van het station ligt onder de kerk van Mälarhöjden bij de kruising van de Hägerstensvägen en de Slättgårdsvägen. Hier lag van 1 mei 1913 tot de sluiting op 4 april 1964, het eindpunt van tramlijn 16 die als de Södra Förstadsbanan begin twintigste eeuw was aangelegd. Doordat lijn 16 meteen werd opgeheven toen de rode route werd geopend was er ruim een jaar geen railverbinding met de binnenstad. 
Het station is van meet af aan opgesierd door een 190 meter lange wand van beschilderde email tegels, het kunstwerk Eb en vloed van kunstenares Margareta Carlstedt.

## Fotogalerij

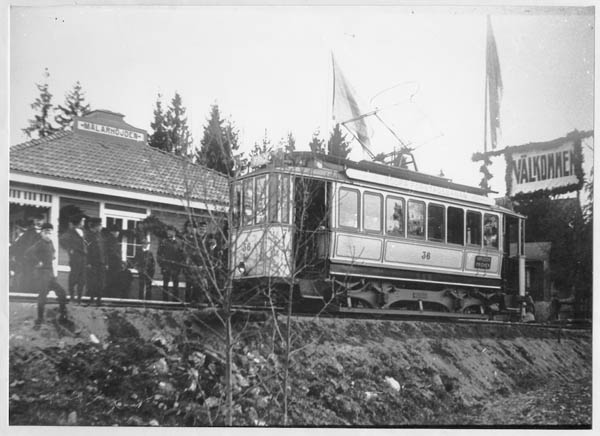
Tramstation Mälarhöjden bij de opening op 1 mei 1913
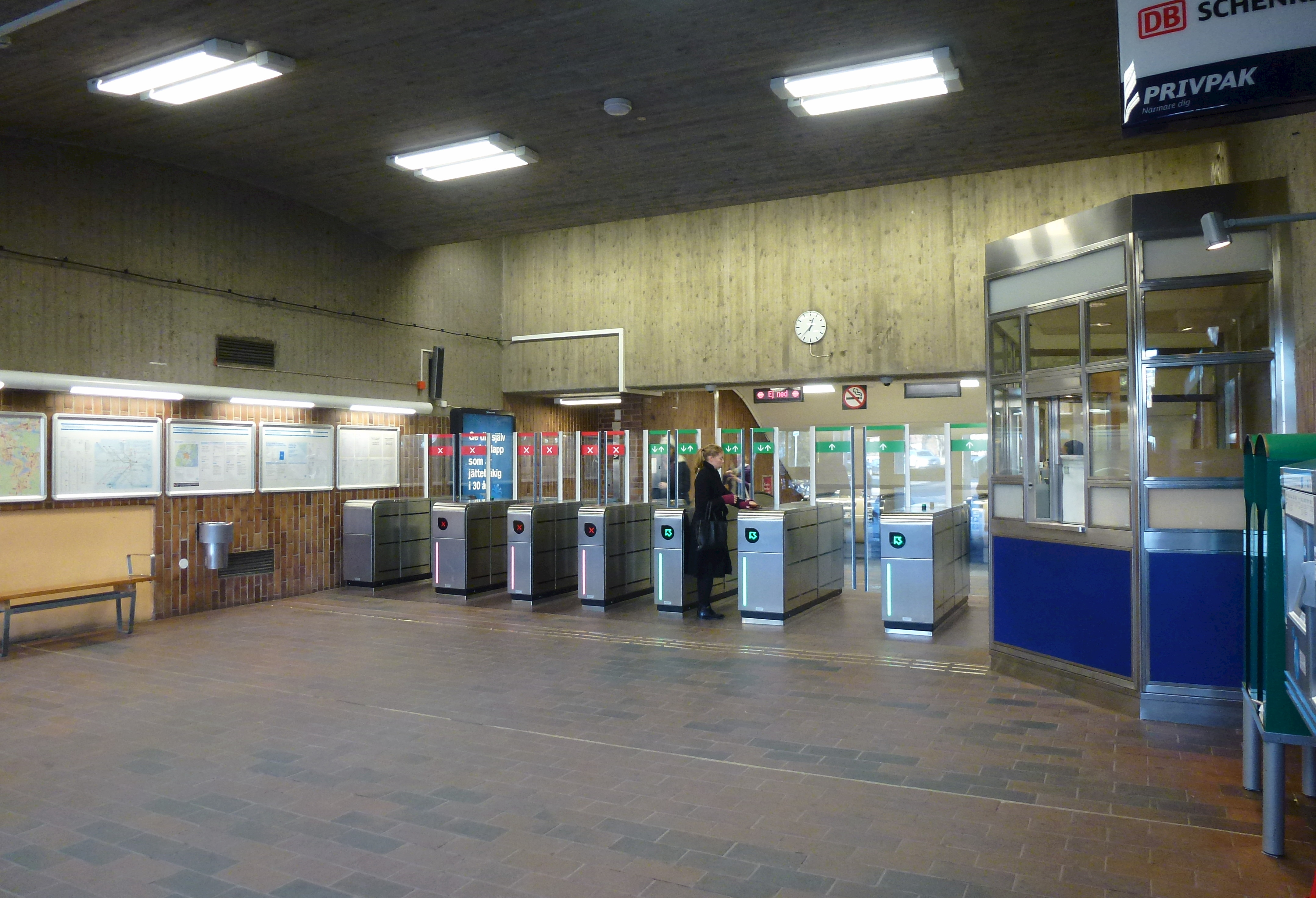
Stationshal
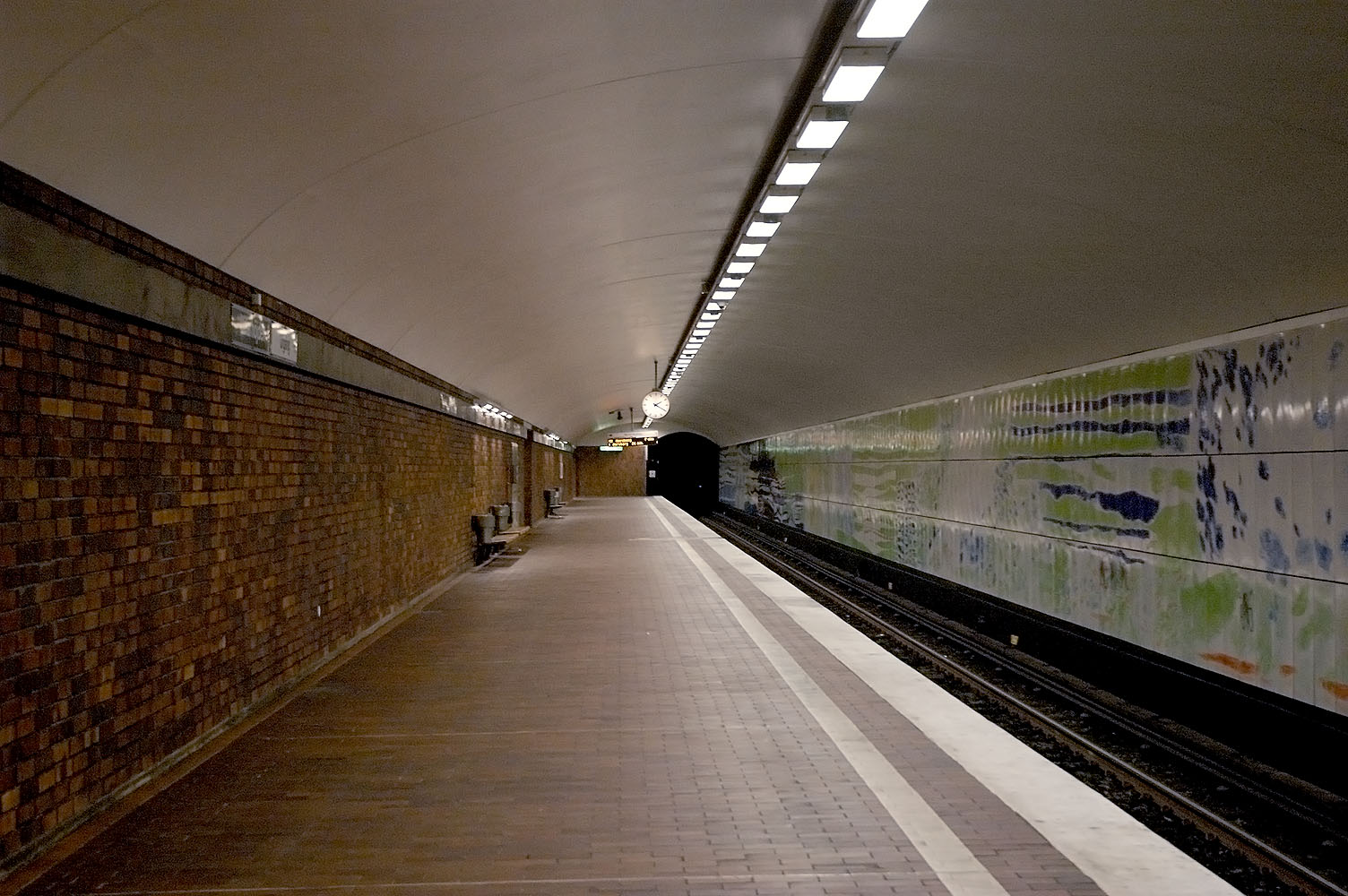
Het perron met de tegelwand langs het spoor

Norsborg ·
Hallunda ·
Alby ·
Fittja ·
Masmo ·
Vårby gård ·
Vårberg ·
Skärholmen ·
Sätra ·
Bredäng ·
Mälarhöjden ·
Axelsberg ·
Örnsberg ·
Aspudden ·
Liljeholmen ·
Hornstull ·
Zinkensdamm ·
Mariatorget ·
Slussen ·
Gamla Stan ·
T-Centralen ·
Östermalmstorg ·
Karlaplan ·
Gärdet ·
Ropsten